# Fernando Morales Martínez
Fernando Morales Martínez (Puebla de Zaragoza, México; 20 de agosto de 1969) es un político mexicano afiliado al partido Movimiento Ciudadano. Fue diputado del Congreso de la Unión de septiembre de 2009 a agosto de 2012.

## Primeros años
Fernando Morales Martínez nació en la ciudad de Puebla de Zaragoza, México, el 20 de agosto de 1969. Es hijo del político priista Melquíades Morales Flores, que ejerció como gobernador del Estado de Puebla de 1999 a 2005. De 1988 a 1992 estudió la licenciatura en derecho en la Benemérita Universidad Autónoma de Puebla (BUAP). Tiene un diplomado en administración pública por la Universidad Iberoamericana Puebla y un posgrado en integración económica, política y social de América Latina con Europa en la Universidad Complutense de Madrid.

## Miembro del Partido Revolucionario Institucional
Se afilió al Partido Revolucionario Institucional (PRI) en 1988. En las elecciones estatales de Puebla de 2004 fue postulado por su partido como diputado estatal por el distrito 19, con cabecera en Ciudad Serdán. Ocupó el cargo en la LVI Legislatura del Congreso del Estado de Puebla del 15 de enero de 2005 al 14 de enero de 2008. Dentro del congreso fue presidente de la comisión de desarrollo urbano y medio ambiente.
En las elecciones federales de 2009 fue electo como diputado del Congreso de la Unión por el distrito 8 del estado de Puebla. Ocupó el cargo en la LXI Legislatura del 1 de septiembre de 2009 al 31 de agosto de 2012. Dentro del congreso fue presidente de la comisión especial en materia de protección civil.
El 14 de febrero de 2012 fue nombrado dirigente estatal del Partido Revolucionario Institucional en el estado de Puebla. Renunció al cargo el 25 de noviembre del mismo año para integrarse al equipo de Enrique Peña Nieto como presidente de México.

## Vinculación con Rafael Moreno Valle
El 18 de marzo de 2015 se incorporó al gabinete del gobernador panista Rafael Moreno Valle como subsecretario de desarrollo político y participación ciudadana. Y durante el mandato del gobernador panista Tony Gali Fayad, Fernando Morales ocupó el cargo de coordinador general de vinculación interinstitucional y atención ciudadana del 1 de febrero al 4 de septiembre de 2017.
El 3 de marzo de 2017, Fernando Morales fue expulsado del Partido Revolucionario Institucional debido a que en 2016 había apoyado la candidatura a gobernador de Tony Gali, postulado por el Partido Acción Nacional, en lugar de respaldar a la candidata de su propio partido, Blanca Alcalá Ruiz. Inicialmente Morales Martínez afirmó que él ya había renunciado al partido un año antes de ser expulsado, pero que había mantenido su salida en secreto para demostrar que «el líder estatal del PRI, Jorge Estefan Chidiac, no está al tanto de lo que ocurre en su partido». Aunque posteriormente Morales Martínez intentó impugnar su expulsión del partido.

## Dirigente de Movimiento Ciudadano
El 7 de septiembre de 2017 Fernando Morales Martínez fue nombrado como presidente estatal del partido Movimiento Ciudadano (MC) en el estado de Puebla. Su designación fue criticada como «una imposición de parte del panista Rafael Moreno Valle» debido a que Morales Martínez ni siquiera estaba afiliado a Movimiento Ciudadano al momento de asumir la dirigencia estatal del partido y hasta seis meses antes todavía era miembro del PRI.
En las elecciones estatales de Puebla de 2021 fue postulado como diputado plurinominal por el partido Movimiento Ciudadano. Asumió el cargo en la LXI Legislatura del Congreso del Estado de Puebla el 15 de septiembre de 2021. Dentro del congreso es presidente de la comisión de comunicaciones e infraestructura, y secretario de la comisión de protección civil.
En septiembre de 2021 Fernando Morales Martínez debió terminar su mandato como presidente estatal de Movimiento Ciudadano, sin embargo, Morales Martínez apeló al hecho de que los estatutos del partido prohíben renovar la dirigencia estatal durante un proceso electoral y las elecciones de 2021 todavía no concluían pues aún faltaban por celebrarse elecciones extraordinarias en algunos municipios. La dirigencia nacional de Movimiento Ciudadano decidió extender el mandato de Morales Martínez hasta agosto de 2022. Morales declaró su deseo de reelegirse en el cargo en la fecha señalada por el partido. Sin embargo, Morales Martínez no convocó al proceso formal de renovación de la dirigencia en agosto de 2022 y se mantuvo como dirigente estatal de facto del partido sin un nombramiento formal.

## Candidato a Gobernador de Puebla
El 20 de diciembre de 2023 se registró como uno de los dos aspirantes a la candidatura de Movimiento Ciudadano para ser gobernador de Puebla. El 24 de diciembre el partido le concedió la candidatura a gobernador para las elecciones estatales de 2024. En los comicios celebrados el 2 de junio de 2024 quedó en último lugar, con 4.3% de los votos emitidos a su favor.